# Madame Bovary (Sutermeister)
Madame Bovary és una obra dramaticomusical en  actes composta  per Heinrich Sutermeister sobre un llibret en alemany del mateix compositor, basat en Madame Bovary de Gustave Flaubert. Es va estrenar el 26 de maig de 1967 a l'Òpera de Zúric de Zúric.